# 哈密爾頓鎮區 (愛荷華州富蘭克林縣)
哈密爾頓鎮區是美國愛阿華州富蘭克林縣的16個鎮區之一。截至2010年美國人口普查，其人口為155，共75住房。

## 歷史
哈密爾頓鎮區於1871年成立。